# Tuftsine
La tuftsine, ou L-thréonyl-L-lysyl-L-prolyl-L-arginine, est un tétrapeptide de structure primaire Thr–Lys–Pro–Arg issu du clivage du fragment cristallisable (région Fc) des chaînes lourdes d'immunoglobuline G. Essentiellement produite au sein de la rate, elle intervient dans la chimiotaxie, la phagocytose et les réactions d'oxydation des granulocytes neutrophiles et des macrophages. Ces derniers possèdent sur leur surface des récepteurs membranaires pour la tuftsine.
Le pentapeptide Thr–Lys–Pro–Pro–Arg agit comme antagoniste de la tuftsine en se liant aux récepteurs de cette dernière mais sans en provoquer les effets.